# District de Maungdaw
Le district de Maungdaw (birman : မောင်တောခရိုင်) est un district de l'État de Rakhine, dans l'ouest de la Birmanie. Sa capitale est Maungdaw.

## Histoire
Au cours de l'histoire récente, de nombreux musulmans ont fui cette région vers le Bangladesh voisin, principalement en tant que réfugiés pour chercher la paix et un abri contre les massacres de masse perpétrés par l'armée birmane. Avec certaines parties du district voisin de Sittwe, le district de Maungdaw est également appelé de manière informelle État de Rakhine du nord.

## Divisions administratives
Le district comprend les cantons suivants :
- Canton de Maungdaw
- Canton de Buthidaung

## Démographie
La densité de population du district est d'environ 295 personnes par kilomètre carré. Environ 91% de la population du district de Maungdaw est musulmane, ce qui en fait le district avec le pourcentage le plus élevé de musulmans en Birmanie.